# Мој живот
Мој живот јесу мемоари краља Петра II Карађорђевића, владара Краљевине Југославије (1934–1945) и последњег Карађорђевића на престолу. Први пут су објављени у емиграцији 1955. године.

## Аутор
Краљ Петар II Карађорђевић (1923–1970) је био краљ Југославије од убиства његовог оца у Марсељском атентату 1934. године до Уставотворне скупштине која је прогласила републику у новембру 1945. године. Напустио је земљу током Априлског рата 1941. године и највећи део Другог светског рата провео је у Лондону, где је био признат као један од савезничких лидера. По доласку комуниста на власт и проглашењу републике, наставио је живот у емиграцији, где је и умро. Његови посмртни остаци су пренети у Србију 2013. године и сахрањени у породичној гробници у цркви Светог Ђорђа на Опленцу.

## Издања
Прво издање се појавило 1955. године у емиграцији. Краљ је своје мемоаре написао са 32 године, што је врло необично да неко у младости учини. Међутим, он је већ тада иза себе имао један светски рат.
Мемоари су у Србији објављени 2013. године, уочи преноса посмртних остатака и Државне сахрана Петра II Карађорђевића, краљице Марије, краљица Александре и краљевића Андреја, када су њихови посмртни остаци положени у крипту цркве Светог Ђорђа на Опленцу, која је породична гробница Карађорђевића. Предговор овом издању дао је Александар Карађорђевић, син краља Петра II Карађорђевића. Приређивач овог издања био је мр Душан М. Бабац, а поговор је написао историчар др Слободан Г. Марковић, професор Факултета политичких наука Универзитета у Београду и члан Крунског савета.